# Jazbina Cvetlinska
Jazbina Cvetlinska falu Horvátországban Varasd megyében. Közigazgatásilag Bednjához tartozik.

## Fekvése
Varasdtól 29 km-re nyugatra, községközpontjától 6 km-re északnyugatra a Bednja jobb partján, a szlovén határ közelében fekszik.

## Története
A falunak 1857-ben 380, 1910-ben 514 lakosa volt. A trianoni békeszerződésig Varasd vármegye Ivaneci járáshoz tartozott. 2001-ben a falunak 109 háztartása és 374 lakosa volt.

## Külső hivatkozások
- Bednja község hivatalos oldala